# Rachid Mimouni
Rachid Mimouni (20 de noviembre de 1945 - 12 de febrero de 1995) fue un escritor, maestro y activista de derechos humanos argelino. Mimouni escribió novelas que describen la sociedad argelina en un estilo realista. Fue amenazado por militantes islámicos por su postura en contra de un movimiento que describió como basado en ideas arcaicas, irrelevantes en la actualidad.

## Biografía
Rachid Mimouni nació en Boudouaou, a 30 km al este de Argel. Venía de una familia de campesinos pobres. A pesar de su niñez enfermiza, donde sufrió dolores continuos en las articulaciones, superó con éxito sus estudios y entró en el ciclo superior. Estudiando en Argel, se graduó con un diploma en Comercio en 1968. Después de un breve período en el mundo profesional (asistente de investigación), Mimouni fue a Canadá para terminar sus estudios en la École des Hautes Études Commerciales en Montreal. Estudió ciencias en la Universidad de Argel antes de enseñar en la Ecole Supérieure de Commerce en Argel. A partir 1976, enseñó en el INPED (Boumerdès), y más tarde en la Escuela Superior de Comercio de Argel, en la década de 1990.
A lo largo de su vida, Rachid Mimouni ocupó varios puestos de responsabilidad: miembro de la Junta Nacional de Cultura, presidenta de la Fundación Kateb Yacine, presidente de Advance on Revenue y vicepresidente de Amnistía Internacional. Amenazado de muerte, se trasladó en 1993, con su familia, a Marruecos, donde trabajó durante dos años en la radio Medi 1 con columnas semanales sobre las noticias políticas y la deriva del mundo moderno.
Rachid Mimouni murió a la edad de 49 años, de hepatitis, en su habitación de hospital el 12 de febrero de 1995, en París. En 1996, Jules Roy escribió: "Espero que estos matones del FIS no me traten como lo hicieron con el cuerpo de Rachid Mimouni. El día después de su entierro, Rashid Boudjedra me dijo, lo desenterraron en la noche y lo despedazaron".

## Obra
Aunque Mimouni trabajó con una formación comercial, su vocación fue en todo momento literaria. Mimouni se sintió muy atraído por la lectura y la escritura. En su primera novela Le printemps n'en sera que plus beau (La primavera será aún más bella) mezcla el amor y la guerra, y es la historia de dos jóvenes argelinos, Hamid y Djamila, aplastados por la máquina infernal de la guerra, que sacrifican sus vidas por Argelia.
Mimouni hizo de su difícil infancia y de la guerra de Argelia (1954-1962) un punto de referencia para sus obras maestras, donde discutió muchos temas, incluyendo: la burocracia, el amor, la sexualidad, el fundamentalismo, la dictadura, o la revolución. En sus páginas, Rachid Mimouni mostraba cuntinuamente la amarga realidad de los argelinos y su vida cotidiana mediocre: hostigamiento, intimidación, opresión, provocación, etc. Mimouni retrató la imagen de una Argelia en agonía, y un joven atrapado en viejos dogmas.
El estilo de escritura de Mimouni, que a menudo es realista, también incluye pasajes surrealistas. Los personajes de Mimouni generalmente hacen la lanzadera entre el pasado y el presente. Los críticos literarios la han llamado estilo "ida y vuelta" que se asemeja a la escritura en espiral de Kateb Yacine. La mayoría de las novelas de Mimouni censuradas en Argelia se publicaron en Francia, por lo que es menos conocido en su país natal que en Francia, su país de acogida.
El surgimiento del fundamentalismo en Argelia lo decepcionó profundamente tanto como el asesinato de la intelectualidad argelina. La muerte de Tahar Djaout, su amigo de toda la vida, asesinado, le sirvió para dedicarle su novela La Malédiction (La maldición) con estas palabras: "En memoria de mi amigo, el escritor Tahar Djaout, asesinado por una comerciante de dulces bajo la orden de un antiguo soldador".
Rachid Mimouni ganó varios premios literarios: el Premio a la amistad franco-árabe de 1990, el precio de la crítica literaria en 1990, el Premio a la libertad literaria en 1994, y otros. Desde su muerte, cada año, una reunión literaria reúne a libreros, editores y escritores para exhibiciones, reuniones y mesas redondas. En su conclusión, "el Premio Rachid-Mimouni" se otorga al escritor que se ha distinguido más en el panorama literario.